# 小林文七
小林 文七（こばやし ぶんしち、文久元年12月3日（1862年1月2日） - 大正12年（1923年）3月8日）は、明治時代から大正時代にかけての浮世絵の版元、浮世絵商兼収集家。

## 来歴
文久元年、浅草亀岡町に大富豪の家に生まれる。林忠正の店で使用人を務めた後、明治10年（1877年）頃、吉田金兵衛が顧問格となって錦絵などを並べて販売する浮世絵商となり、浅草駒形町に蓬枢閣という店を開いた。文七は明治25年（1892年）11月12、13日に日本で初めての浮世絵の展覧会を開催、林忠正の序文による展覧目録が作成されている。会場は上野三橋松源楼で、出陳数は肉筆画が119点、版物といわれた浮世絵版画が33点及び古代錦絵集掛物が1点の合計133点が出品されており、展覧のみのものであった。この目録には各出陳者の名前が挙げられ、この時期の肉筆浮世絵の主要な収集家の名前を知ることができる。そのなかには益田孝、若井兼三郎、林暁雪、執行弘道、林忠正、平川健吉、本間耕曹、別府金七、牟田良七らがいた。翌明治26年（1893年）9月、飯島虚心の『葛飾北斎伝』2冊及び『浮世絵師便覧』を出版する。その後、明治30年（1897年）1月、上野美術協会において浮世絵歴史展覧会を開催、明治31年（1898年）にも上野において浮世絵展覧会を開催している。版画、肉筆あわせて計241点の作品が展示されており、この折にも小林自身が目録を作成、重野安繹が序文を書き、アーネスト・フェノロサが本文解説を執筆している。このときは展覧のみが目的ではなく展示即売を期しての開催であった。また、明治33年（1900年）1月13日から30日の間、美術協会で北斎展を開催、英文によるカタログが作成されており、図版中の何点かはフリーア美術館の所蔵となっているため、全点ではないかもしれないがほぼ即売されたと見られる。同年ヘレン・ハイドの木版画「日本の聖母（マドンナ）」を制作、出版したほか、9月25日から欧米に旅行している。明治35年（1902年）には蓬枢閣横浜支店を本町3丁目に開設、主に外国人を相手に錦絵などを販売している。さらに自らアメリカ合衆国へ赴き、サンフランシスコ支店を開設するが、こちらはすぐに大不況が来て閉店している。明治36年（1903年）9月1日にも海外へ旅行したほか、明治39年（1906年）9月11日には戸川秋骨とともに旅立ち、翌明治40年（1907年）1月23日に帰国、さらに同年11月27日、上田敏とともに出発、翌年の10月に帰国したと見られる。
大正7年（1918年）4月、自宅にて慶長前後の版画陳列会を図書館協会の主催で開催した後、大正9年（1920年）4月27日には慶應義塾図書館にて自らの所蔵品による浮世絵展を、大正11年（1922年）12月2日、同様に自らの所蔵品により国民学会浮世絵展を国民新聞社別館にて行っている。大正12年（1923年）3月8日、胃癌で死去した。享年63。
小林の没後、9月1日に関東大震災が起こったため、所蔵していた浮世絵版画数10万点及び東洲斎写楽の版下絵など肉筆浮世絵約2000点を焼失したといわれる。